# Karsten Kobs
Karsten Kobs (Dortmund, 16 de setembro de 1971) é um antigo atleta alemão, especialista em lançamento do martelo. O seu maior sucesso foi o título de campeão do mundo alcançado em 1999 nos Mundiais de Sevilha. Tem como recorde pessoal a marca de 82.78 m, obtida em Dortmund no dia 26 de junho de 1999.